# Карригаллен

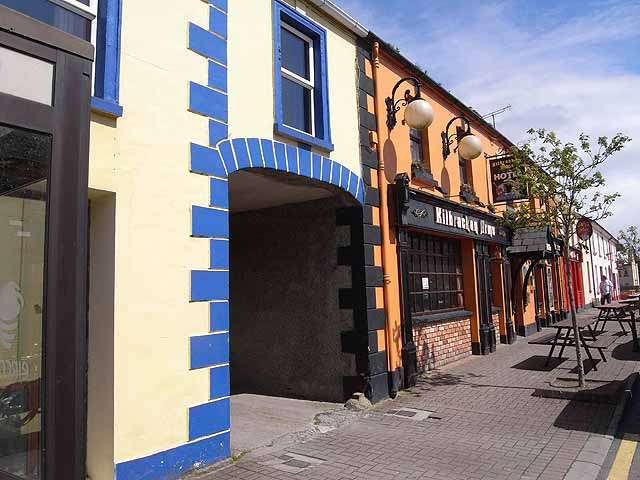

Карригаллен (англ. Carrigallen; ирл. Carraig Álainn, «красивая скала») — деревня в Ирландии, находится в графстве Литрим (провинция Коннахт) у дорог R201 и R203.

## Демография
Население — 303 человека (по переписи 2006 года). В 2002 году население составляло 257 человек.
Данные переписи 2006 года:
| Общие демографические показатели |               |                               |                               |      |      |
| Всё население                    | Всё население | Изменения населения 2002—2006 | Изменения населения 2002—2006 | 2006 | 2006 |
| 2002                             | 2006          | чел.                          | %                             | муж. | жен. |
| 257                              | 303           | 46                            | 17,9                          | 164  | 139  |